# メインフレーム・スタジオ

ロゴ

メインフレーム・スタジオ (Mainframe Studios) は、カナダのアニメスタジオ。1993年に設立。

## 作品一覧

### アニメーション
- リブート
- ビーストウォーズ 超生命体トランスフォーマー
  - ビーストウォーズメタルス 超生命体トランスフォーマー
  - 超生命体トランスフォーマー ビーストウォーズリターンズ
- シャドウレイダース
- スパイダーマン 新アニメシリーズ
- すすめ!オクトノーツ (2020年～現在)
- オクトノーツと地上のミッション

### 映画
- スペースガーディアン
- バービーシリーズ
- ラチェット&クランク THE MOVIE